# Pietro Ugo, marchese delle Favare
Pietro Ugo delle Favare (Palermo, 1780 – Palermo, agosto 1847) è stato un nobile, militare e politico italiano.

## Biografia

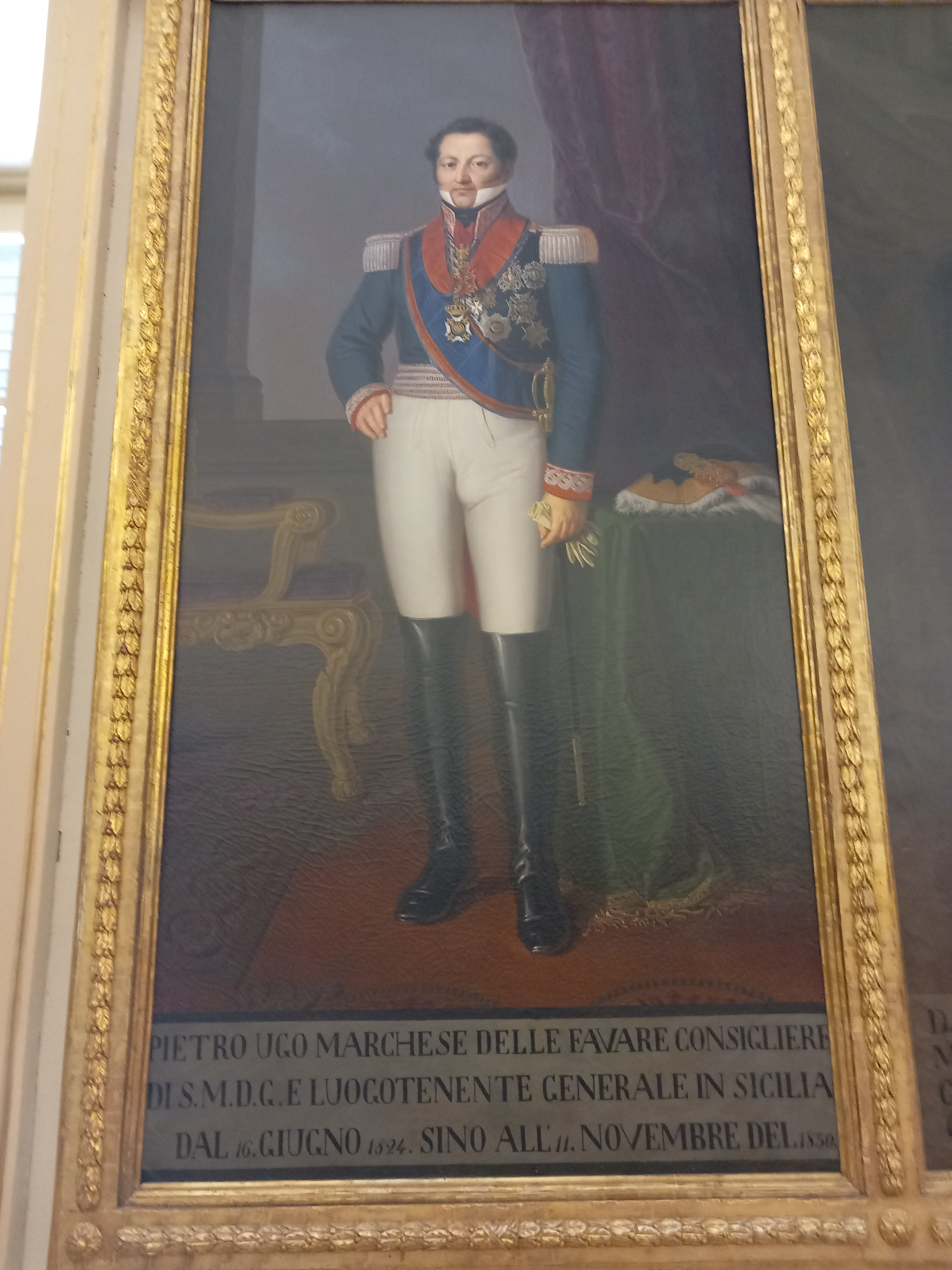
Dipinto conservato al Palazzo dei Normanni di Palermo

Marchese delle Favare, barone di Gattaino e Forestavecchia, discende dell'antica famiglia degli Ughi. 
Fu senatore cittadino di Palermo nel 1811, brigadiere generale degli eserciti reali delle Due Sicilie, gentiluomo di camera, cavaliere degli ordini del San Gennaro, di San Ferdinando, di Malta e del Costantiniano. Divenne nell'aprile 1820 direttore generale di polizia in Sicilia, con Ferdinando I di Borbone.
Fu poi Luogotenente Generale del Regno di Sicilia dal 16 giugno 1824 all'8 novembre 1830 sotto il regno di Ferdinando I e confermato da Francesco I delle Due Sicilie..